# Georg Lühr
Georg Josef Heinrich Lühr (ur. 21 stycznia 1855 w Nowej Pasłęce, zm. 8 marca 1939 w Braniewie) – warmiński historyk i nauczyciel w gimnazjum w Reszlu i w Braniewie.

## Życiorys

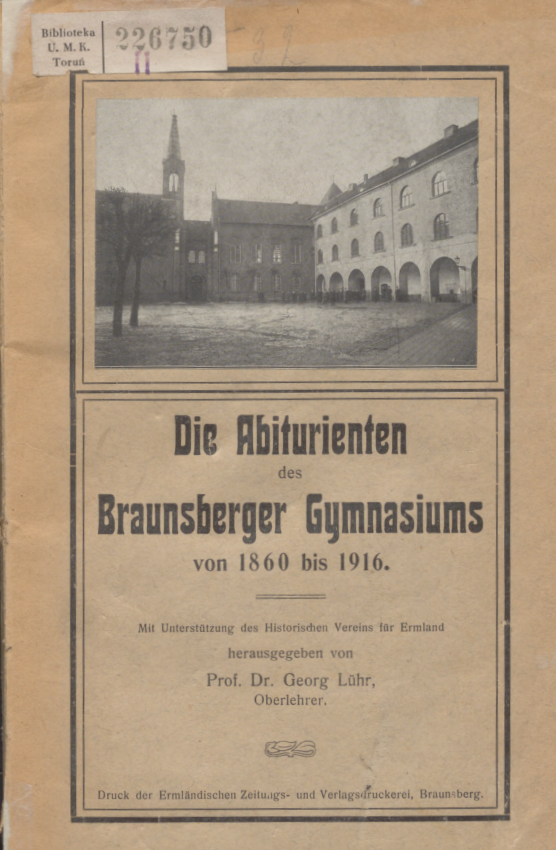
Die Abiturienten des Braunsberger Gymnasiums von 1860 bis 1916, Braniewo 1916

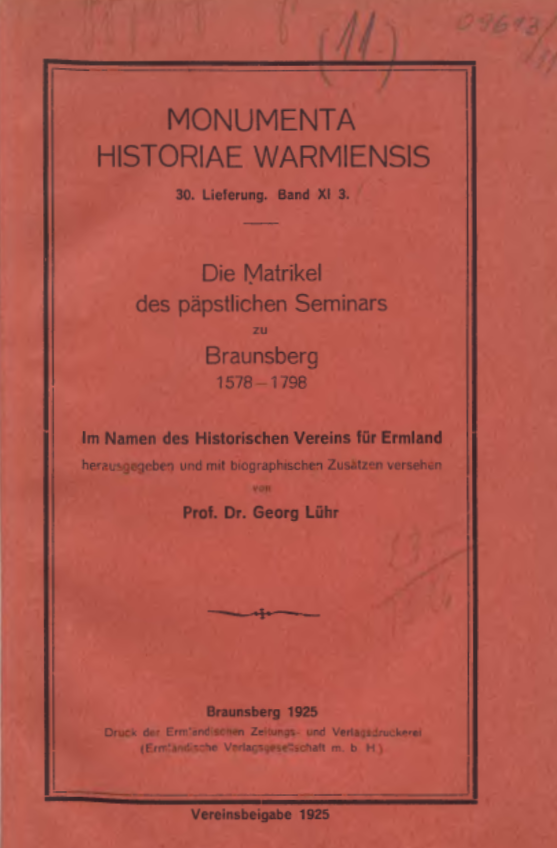
Die Matrikel der päpstlichen Seminars zu Braunsberg, Braniewo 1925

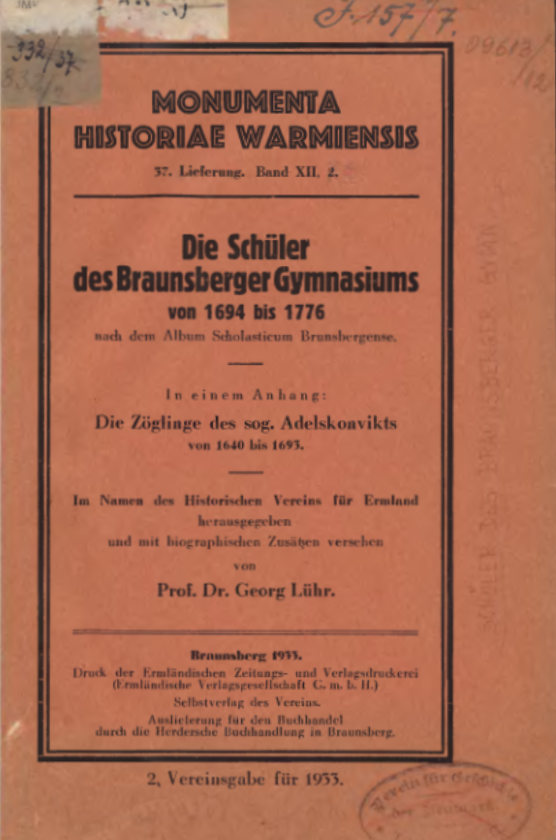
Die Schüler des Braunsberger Gymnasiums von 1694 bis 1776, Braniewo 1934

Przodkowie Georga Lühra przybyli na Warmię z Księstwa Saksonii-Lauenburga w XVIII wieku. Dziadek Georga, Heinrich, z zawodu szewc (czeladnik), osiedlił się w Braniewie. W 1823 roku otrzymał obywatelstwo miasta i poślubił Elisabeth Bludau, córkę miejscowego krawca. Miał sześcioro dzieci, z których najstarszy – ojciec Georga – otrzymał również imię Heinrich. Po ukończeniu w 1845 roku Seminarium Nauczycielskiego w Braniewie pracował on jako nauczyciel w Nowej Pasłęce.
Poślubił córkę braniewskiego ślusarza Ludwinę (imię w źródłach błędnie utożsamiane z Ludwiką) z domu Bellgardt. 21 stycznia 1855 roku w Nowej Pasłęce, małej rybackiej wiosce położonej przy ujściu Pasłęki, przyszedł na świat Georg, jako pierwszy z trójki ich potomstwa. Już na Wielkanoc tego samego roku rodzina przeprowadziła się do Braniewa, gdy ojciec otrzymał posadę nauczyciela w szkole dla chłopców (Knabenschule) w Nowym Mieście Braniewie, wraz z mieszkaniem w budynku szkoły.
W 1875 roku Georg Lühr ukończył gimnazjum w Braniewie i uzyskał świadectwo dojrzałości. Na uniwersytecie Albertina w Królewcu studiował filologię klasyczną, a dodatkowo historię i geografię. Był tam jednym z członków założonego w 1829 katolickiego stowarzyszenia studenckiego Borussia. Dzięki uzyskaniu stypendium, ufundowanego jeszcze w średniowieczu przez Tomasz Wernera dla braniewian, w 1876 wyjechał na rok studiów do Lipska. Studiował filozofię. Na podstawie pracy De P. Papinio Statio in Silvis priorum poetarum Romanorum imitatore uzyskał stopień doktora na Uniwersytecie w Królewcu 21 czerwca 1880 roku, a następnie 11 grudnia tegoż roku zdał egzamin państwowy pro facultate docendi. W 1881 roku Georg Lühr rozpoczął pracę nauczyciela w gimnazjum w Reszlu. Prowadził zajęcia z łaciny i greki, oprócz tego z historii i geografii, zdarzało się, że nauczał też języka niemieckiego i francuskiego. W semestrze zimowym 1883/1884 uzyskał urlop, w czasie którego wyjechał do Berlina, aby uzyskać również kwalifikacje nauczyciela sportu w centrum sportu (Zentralturnanstalt). Jako historyk poświęcił się studiowaniu zbioru reszelskiego archiwum. W 1888 był jednym z założycieli reszelskiego męskiego towarzystwa sportowego Rößeler Männerturnverein.
W 1900 roku otrzymał nominację profesorską. Na Wielkanoc 1901, po 20 latach pracy w Reszlu, powrócił na swoją prośbę do Braniewa, gdzie wykładał przez kolejne 20 lat. Owocem historycznej pasji Georga Lühra były tu wykazy uczniów miejscowych szkół z XVI i XVII wieku, maturzystów gimnazjum w Braniewie oraz papieskiego seminarium. Od 1906 roku wchodził w skład zarządu Warmińskiego Towarzystwa Historycznego. Od 1925 roku przez dwanaście lat pełnił funkcję jego prezesa. W Braniewie mieszkał przy Hindenburgstraße 9 (ul. Kościuszki).
W Braniewie, tak samo jak w Reszlu, był przewodniczącym miejskiego towarzystwa sportowego. Organizował zawody sportowe i marsze propagujące wysiłek fizyczny wśród młodzieży. W 1909 roku z okazji 100-lecia miejscowego boiska sportowego (w 1809 powstało w Braniewie najstarsze publiczne boisko gimnastyczne w Niemczech) przygotował uroczystości upamiętniające to wydarzenie połączone z zawodami sportowymi. Działalność Lühra na rzecz sportu została doceniona przez władze. Braniewskiego profesora uhonorowano Orderem Czerwonego Orła IV klasy.
O jego wielostronnych zainteresowaniach świadczy też jego przystąpienie do miejscowego stowarzyszenia Casino Gesellschaft (założonego w Braniewie w 1817 przez oficerów i elitę miejską), w którym działał aż do jego rozwiązania, w ostatnim okresie jako wiceprzewodniczący.
Ponadto Georg Lühr pozostawał przez ponad 10 lat w zarządzie rady parafialnej w Braniewie. Wszechstronna działalność Lühra została doceniona również przez władze kościelne. W 1925 roku, w dniu 70. urodzin, archiprezbiter braniewski Aloys Schulz wręczył mu wysokie odznaczenie papieskie – order Pro Ecclesia et Pontifice. W 1930 roku, w 75. rocznicę urodzin, a zarazem 50 rocznicę doktoratu, Uniwersytet Albertina odnowił jego stopień doktora, dołączając list gratulacyjny.
12 października 1886 poślubił Margarete Fürstenberg (1868–1955), córkę braniewskiego kupca. Mieli trzech synów i trzy córki, z których jeden syn poległ w I wojnie światowej i jedna córka zmarła przed ojcem. Georg Lühr zmarł w Braniewie 8 marca 1939 w wieku 84 lat. Msza żałobna została odprawiona 13 marca w nowomiejskim kościele św. Trójcy (współcześnie cerkiew greckokatolicka). Pochowany został na cmentarzu św. Rocha w Braniewie (ob. cmentarz przy ul. Olsztyńskiej, grób niezachowany).

## Odznaczenia i wyróżnienia
- Order Orła Czerwonego IV klasy
- Krzyż Pro Ecclesia et Pontifice